# Pierre Guillaume
Pierre Guillaume, född 22 december 1940 i Rambervillers i Vosges, död 11 juli 2023 i Ambernac, var en fransk förläggare och militant politiker.

## Biografi
Pierre Guillaume föddes år 1940. Under 1960-talet var han medlem av den socialistiska gruppen Socialisme ou Barbarie. Han tillhörde senare ultravänster-kollektivet La Vieille Taupe och förestod dess bokhandel. Kollektivet upplöstes 1972 och bokhandeln stängdes samma år. 
Tillsammans med Serge Thion och Alain Guionnet bildade Guillaume 1979 förlaget La Vieille Taupe som bland annat utgav litteratur om förintelseförnekelse; förlaget publicerade bland annat Auschwitz ou le grand alibi av Martin Axelrad.
Förlaget utgav 1980 Noam Chomskys essä "Some Elementary Comments on the Rights of Freedom of Expression" samt Roger Garaudys bok Les Mythes fondateurs de la politique israélienne.
Guillaumes politiska inriktning benämns anarkomarxism. Hans förintelseförnekelse var inte föranledd av antisemitism, utan av hans marxistiska kamp mot kapitalismen. Enligt den franske filosofen Alain Finkielkraut byggde Guillaumes förnekelse av Förintelsen bland annat på att den inte passade in i klasskampens logik.